# فدله جنتیله
فدله جنتیله (ایتالیایی: Fedele Gentile؛ ۲۸ ژانویه ۱۹۰۸ – ۱۶ دسامبر ۱۹۹۳) بازیگر اهل ایتالیا بود.
از فیلم‌هایی که وی در آن نقش داشته‌است می‌توان به شورش گارد پرتورین، عروسی خون، یک توپ و یازده مرد، ده فرمان، معشوقه پنهانی، ناپل همیشه ناپل است و هیرود بزرگ اشاره کرد.